# Kuchyňa (powiat Malacky)
Kuchyňa – wieś i gmina (obec) w powiecie Malacky, w kraju bratysławskim na Słowacji. Leży na Nizinie Zahorskiej, u podnóża Małych Karpat.
W 2011 roku populacja wsi wynosiła 1660 osób, 94,3% mieszkańców podało narodowość słowacką.
W pobliżu wsi znajduje się lotnisko wojskowe.

## Historia
Jest to jedna z najstarszych wsi w regionie Záhorie. Pierwsza pisemna wzmianka o miejscowości pochodzi z 1206, wymieniona jest w niej pod nazwą Cuhnamezej. W 1238 wzmiankowana jako Chuhna, w 1244 – Cohnha, w 1291 – Kuhna, w 1773 – Kuchina, w 1808 – Kuchyňa, po węgiersku Konyha, po niemiecku Kuchel. Podczas najazdu tatarskiego w 1241 wieś została spustoszona i wyludniła się. Opuszczoną wieś od króla Beli IV otrzymał Depreht, syn bratysławskiego wójta Kunta; ściągnął on osadników, a w okolicy wybudował zamek, który nazwał swoim imieniem. W 1720 wieś miała winnice, 4 młyny i liczyła 94 podatników; w 1828 miała 198 domów i 1424 mieszkańców.

## Zabytki
We wsi znajduje się barokowy kościół rzymskokatolicki z 1701, postawiony na miejscu starszego, wzmiankowanego w 1561. Jest on otoczony murem obronnym. Innym zabytkiem jest myśliwski kasztel z 1885.